# Levkivți, Tulciîn
Levkivți (în ucraineană Левківці) este localitatea de reședință a comunei Levkivți din raionul Tulciîn, regiunea Vinnița, Ucraina.

## Demografie
Componența lingvistică a localității Levkivți
     Ucraineană (99,35%)
     Alte limbi (0,54%)
Conform recensământului din 2001, majoritatea populației localității Levkivți era vorbitoare de ucraineană (99,35%), existând în minoritate și vorbitori de alte limbi.

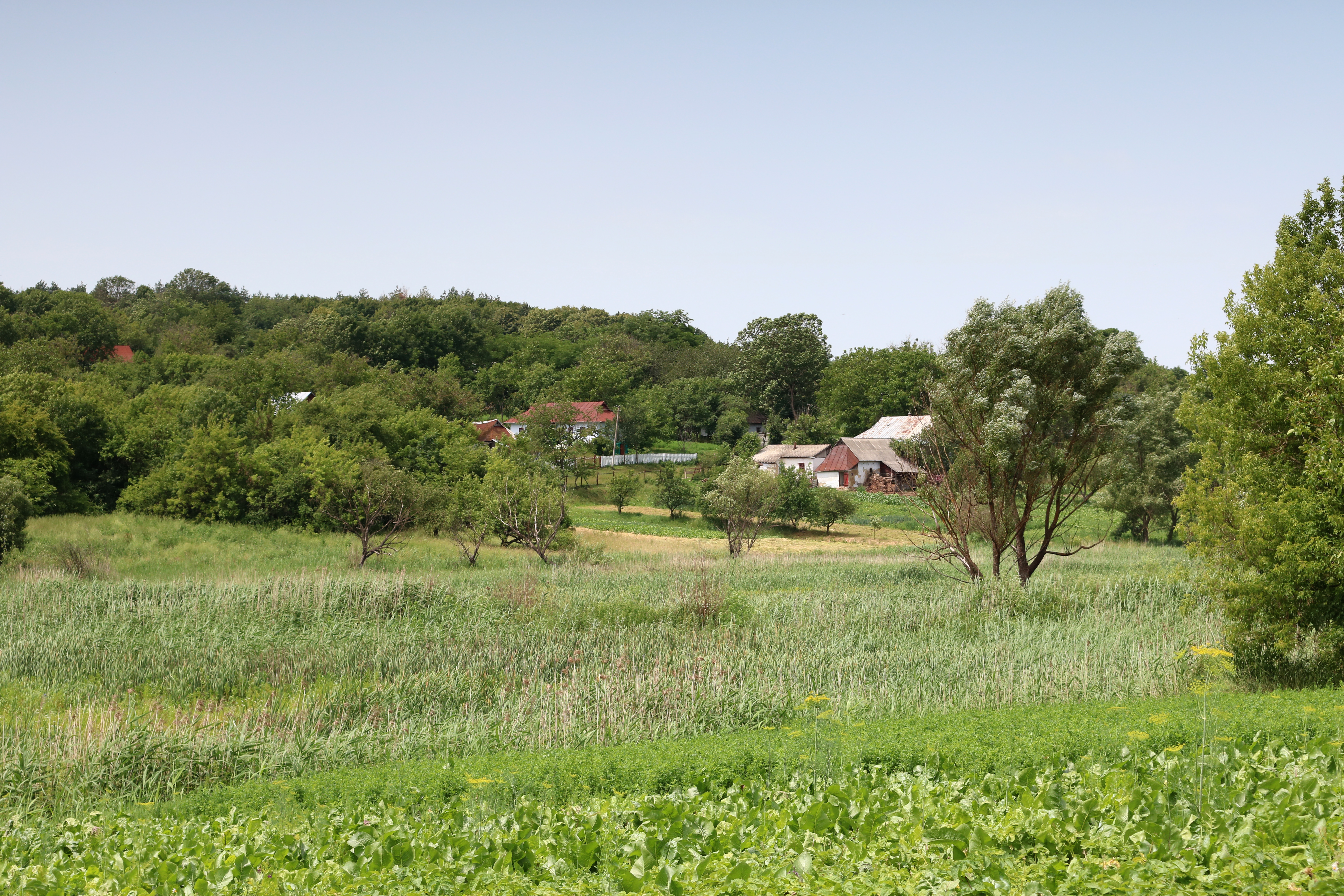
Levkivți